# Leuvensepoortbrug
De Leuvensepoortbrug is een liggerbrug over de Nete in de stad Lier, in de Belgische provincie Antwerpen. De brug is een deel van de N10 tussen Mortsel en Diest. De brug ligt aan de vroegere Leuvensepoort, waar de baan uit Lier richting Leuven vertrekt.